# Agelena oaklandensis
Agelena oaklandensis là một loài nhện trong họ Agelenidae.
Loài này thuộc chi Agelena. Agelena oaklandensis được Barman miêu tả năm 1979.